# تابعی
در ریاضیات و به خصوص در آنالیز تابعی، یک تابعی یا کارکردوار (به انگلیسی: Functional)، نگاشتی از یک فضای برداری به میدان اسکالر تشکیل‌دهنده آن است. به بیان دیگر، تابعیست که یک بردار را به عنوان ورودی گرفته و یک اسکالر برمی‌گرداند. معمولاً فضای برداری یاد شده، فضایی از توابع است و بنابراین، گاهی تابعی را نگاشتی از توابع به اسکالر می‌دانند. استفاده از آن از حساب وردشی سرچشمه می‌گیرد، که در آنجا هدف یافتن یک تابع است که تابعی مورد نظر را کمینه کند. به ویژه، یک کاربرد مهم آن در فیزیک، جستجو برای حالتی از یک سیستم است که تابعی انرژی را حداقل کند.
تبدیلات توابع مفهومی کلی تر است، عملگر را ببینید.

## دوگانی
نگاشت  {\displaystyle x_{0}\mapsto f(x_{0})}  یک تابع است و در آن {\displaystyle x_{0}} آرگومان تابع  {\displaystyle f} می‌باشد.
حال، نگاشتن یک تابع به مقدارش در یک نقطه، یعنی {\displaystyle f\mapsto f(x_{0})} ، یک تابعی است. در اینجا  {\displaystyle x_{0}} پارامتر آن است.
با فرض اینکه f یک تابع خطی از یک فضای برداری خطی به فضای اسکالر زیربنایی آن است، نگاشت‌های خطی بالا، دوگان یکدیگرند و در آنالیز تابعی آن‌ها را تابعی خطی می‌نامند.

## انتگرال معین
انتگرال‌هایی مانند
{\displaystyle f\mapsto I[f]=\int _{\Omega }H(f(x),f'(x),\ldots )\;\mu ({\mbox{d}}x)}
دستهٔ خاصی از تابعی‌ها را تشکیل می‌دهند. این تابعی‌ها ٬با فرض H حقیقی، f را به یک عدد حقیقی می‌نگارند. به عنوان چند نمونه:
- مساحت زیر نمودار یک تابع مثبت f:

{\displaystyle f\mapsto \int _{x_{0}}^{x_{1}}f(x)\;\mathrm {d} x}
- نرم Lp از توابع

{\displaystyle f\mapsto \left(\int |f|^{p}\;\mathrm {d} x\right)^{1/p}}

## معادله تابعی
مشتق‌های تابعی در مکانیک لاگرانژی استفاده می‌شوند. آن‌ها مشتق تابعی‌ها هستند، یعنی چگونگی تغییر تابعی را در حالتی که تابع به مقدار کمی تغییر می‌کند بیان می‌کنند. حساب تغییرات را ببینید.
ریچارد فاینمن از انتگرال‌های تابعی به عنوان ایدهٔ اساسی در فرمول‌بندی انتگرال مسیر مکانیک کوانتومی استفاده کرد.
- طول قوس یک منحنی در فضای دوبعدی اقلیدسی:

{\displaystyle f\mapsto \int _{x_{0}}^{x_{1}}{\sqrt {1+|f'(x)|^{2}}}\;\mathrm {d} x}